# 渡辺裕泰
渡辺 裕泰（わたなべ ひろやす、1945年（昭和20年）4月11日 - ）は、日本の大蔵・財務官僚。日比谷パーク法律事務所顧問。日本関税協会理事長。
東京都出身。国税庁長官、長島・大野・常松法律事務所顧問、早稲田大学大学院ファイナンス研究科教授を歴任。2015年11月瑞宝重光章受章。

## 略歴

### 学歴
- 1958年（昭和33年） 東京教育大学附属小学校（現・筑波大学附属小学校）卒業
- 1964年（昭和39年） 東京教育大学附属中学校・高等学校（現・筑波大学附属中学校・高等学校）卒業
- 1969年（昭和44年） 東京大学法学部卒業
- 1973年（昭和48年） プリンストン大学ウッドローウイルソン・スクール修士課程修了 (MPA)

### 職歴
- 1969年（昭和44年）7月 大蔵省入省（大臣官房文書課）
- 1971年（昭和46年）5月 米国留学（プリンストン大学）
- 1973年（昭和48年）7月 銀行局総務課企画係長[1]
- 1974年（昭和49年）7月 左京税務署長
- 1975年（昭和50年）7月 主税局税制第三課長補佐
- 1976年（昭和51年）6月 主税局調査課長補佐
- 1977年（昭和52年）7月 主税局総務課長補佐
- 1979年（昭和54年）7月 大臣官房調査企画課長補佐
- 1981年（昭和56年）7月 主計局主計官補佐（司法・警察係主査）
- 1983年（昭和58年）6月 主計局主計官補佐（厚生第一、二係主査）
- 1984年（昭和59年）6月 竹下大蔵大臣秘書官事務取扱
- 1986年（昭和61年）6月 三重県総務部長
- 1988年（昭和63年）6月 主計局主計官（主計局法規課担当）
- 1989年（平成元年）6月 主計局主計官（防衛担当）
- 1990年（平成2年）7月 主計局主計官（厚生・労働担当）
- 1992年（平成4年）7月 主税局税制第一課長
- 1993年（平成5年）6月 主税局総務課長
- 1994年（平成6年）7月 名古屋国税局長
- 1995年（平成7年）5月 近畿財務局長
- 1996年（平成8年）7月 大臣官房審議官（主税局担当）
- 1997年（平成9年）7月 東京国税局長
- 1998年（平成10年）7月 関税局長兼税関研修所長
- 2000年（平成12年）6月 会計センター所長兼財政金融研究所長
- 2002年（平成14年）7月 国税庁長官
- 2003年（平成15年）7月8日 依願退官
- 2003年（平成15年） 財務省財務総合政策研究所顧問
- 2003年（平成15年）11月 東京大学大学院法学政治学研究科特任教授
- 2004年（平成16年） 租税法学会理事
- 2004年（平成16年）4月 早稲田大学大学院ファイナンス研究科教授（〜2015年（平成27年）3月）
- 2005年（平成17年）9月 株式会社イシダ社外取締役
- 2006年（平成18年）5月 株式会社乃村工藝社社外監査役
- 2006年（平成18年）6月 タカラスタンダード株式会社社外監査役
- 2007年（平成19年）6月 新日鉱ホールディングス株式会社社外監査役
- 2008年（平成20年）4月 東京大学大学院法学政治学研究科客員教授（〜2010年（平成22年）3月）
- 2009年（平成21年）6月 三井物産株式会社社外監査役
- 2010年（平成22年）4月 JXホールディングス株式会社社外監査役
- 2016年（平成28年）12月 日比谷パーク法律事務所顧問
- 2019年（令和元年）4月 日本関税協会理事長

## 著書
- 『ファイナンス課税』（有斐閣）
- 『国際取引の課税問題』（日本租税研究協会）